# Небеса (фильм, 1940)
«Небеса» — советская кинокомедия 1940 года режиссёра Юрия Тарича.

## Сюжет
Андрон, вступив в «Осоавиахим», организует в своём колхозе авиакружок и решает построить парашютную вышку. Но председатель колхоза Прокофий Иванович категорически против: и против вышки и против авиации вообще, а тут ещё доставивший в колхоз парашют лётчик Саша Орешкин просит руки его дочери Вареньки. Прокофий Иванович прячет привезенный лётчиком парашют, приняв его за отрез шелка, предназначенный в подарок Варе, и сообщает Орешкину, что у дочери якобы имеется жених, и увозит дочь с собой на рыбалку. Однако, это не преграда для влюблённых — Саша на гидросамолете вылетает к месту лова и там встречается с любимой. Лётчик становится частым гостем в колхозе, помогает в колхозных делах, выполняет аэропосев полей, а вскоре спасает Прокофия Ивановича, который терпит на рыбалке кораблекрушение. В итоге хитрости председателя, направленные против вышки и встреч влюблённых, будут преодолены ребятами, играется свадьба Вари с Сашей, а Порфирий Иванович, переоценив роль авиации видя её полезность в сельском хозяйстве, прыгает с парашютной вышки.

## В ролях
- Анатолий Алексеев — Андрон, осоавиахимовец
- Николай Макаренко — Саша Орешкин, лётчик
- Сергей Калинин — Прокофий Иванович, председатель колхоза
- Нина Никитина — Варя, его дочь
- Лидия Карташова — Анна Никитична
- Иван Чувелев — лётчик Лепкин
- Константин Сорокин — Миронов
- Пётр Аржанов — товарищ Орешкина

## Критика
Фильм был сразу признан критикой неудачным, при этом критика видела в этом вину режиссёра, изменившего хороший сценарий:

Тот, кто знаком с литературным сценарием, просмотрев картину «Небеса», испытывает чувство недоумения, растерянности, неудовлетворённости и спрашивает себя: почему из хорошего, сюжетно-цельного комедийного сценария получилась плохая, некомедийная картина? Ответ несложен: литературный сценарий искажён. Искажён режиссёром во время постановки фильма. Из сценария произвольно выброшен ряд эпизодов, определявших драматургию произведения. То, что осталось в сценарии, «осмыслено» в полном противоречии с авторским замыслом. Режиссёр изъял из сценария эпизоды, имевшие существенное значение. Из-за этого многие события в картине выглядят случайными, а сюжет клочковатым.— Испорченный сценарий // Газета «Кино», № 16, 11 апреля 1940
Позднее киноведы также называли картину «совсем пресной и благостной» и отмечали, что изменение режиссёром сценария повлекло за собой цепь негативных факторов: «искусственность конфликта отразилась на всей структуре картины, обусловило идейную бедность, отсутствие драматического развития событий, бездуховность героев» и потеряла комедийный элемент:

Ровно ничего смешного в этой комедии не было, а слащавый показ колхозной жизни и назойливые поучения про роль авиации наводили беспросветную скуку.— Очерки истории советского кино, Том 2. - М.: Искусство, 1959. - стр. 238